# Football Club Xamax
Cette page concerne le FC Xamax, fondé en 1912 et fusionné avec le FC Cantonal Neuchâtel en 1970. Pour  le club suivant, voir Neuchâtel Xamax et pour le club actuel, voir Neuchâtel Xamax FCS
Le FC Xamax fut un club de football de la ville de Neuchâtel en Suisse, historiquement fondé en 1912, bien que l'assemblée constitutive officielle date du 17 mai 1916.

## Histoire
Le nom du club vient de l'un de ses membres fondateurs Max Abegglen dit 'Xam', qui fut 68 fois international suisse entre 1922 et 1937.
Son tout premier match eut lieu le 16 juin 1916 où il gagna par 11-1 à Colombier sur le terrain du FC Columbia.
Le club est arrêté à deux reprises en raison de problèmes de terrain ou d'effectif (notamment au moment de la guerre mondiale, de 1943 à 1953).

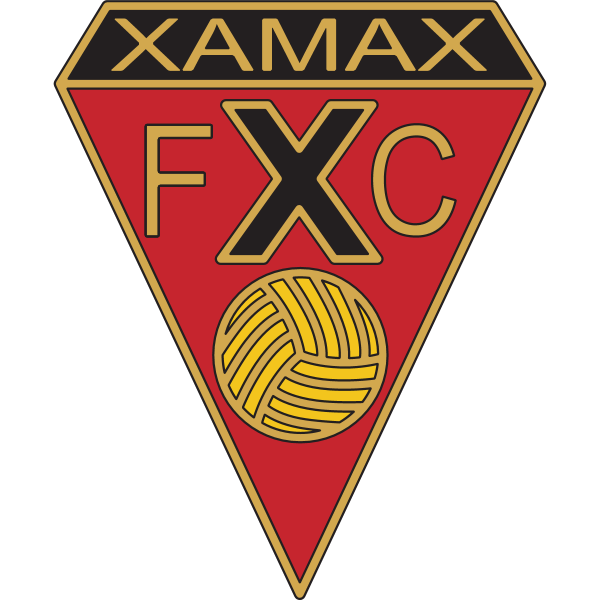
L'autre logo du FC Xamax.

En 1953, Roger Facchinetti, surnommé « Galette », devient le président du club. Le club évolue en 4e Ligue en 1953, en 3e Ligue en 1954, en 2e Ligue 1955, en première Ligue en 1960 et en Ligue B en 1966. 
Le 16 juin 1970 le FC Xamax fusionne avec le FC Cantonal Neuchâtel (devenu Neuchâtel-Sports) pour fonder ainsi Neuchâtel Xamax. Gabriel Monachon devient président du club. En 1970 Sepp Blatter entre dans la Direction du club, il n'y reste que 5 ans.

## Personnalités du club

### Entraîneurs
Le tableau suivant présente la liste des entraîneurs du club de 1912 à 1970.
| Rang | Nom               | Période   |
| ---- | ----------------- | --------- |
| 1    | ?                 | 1912-1953 |
| 2    | Hassler           | 1953-1954 |
| 3    | Robert Mandry     | 1954-1957 |
| 4    | Carlo Pinter      | 1957-1959 |
| 5    | Marius Jacot      | 1959-1961 |
| 6    | Jean-Claude Mella | 1961-1962 |
| 7    | Louis Casali      | 1962-1963 |
| 8    | Frederico Rickens | 1963-1964 |
| 9    | Antonio Merlo     | 1964-1969 |
| 10   | Heinz Bertschi    | 1969-1970 |